# نبات طفيلي

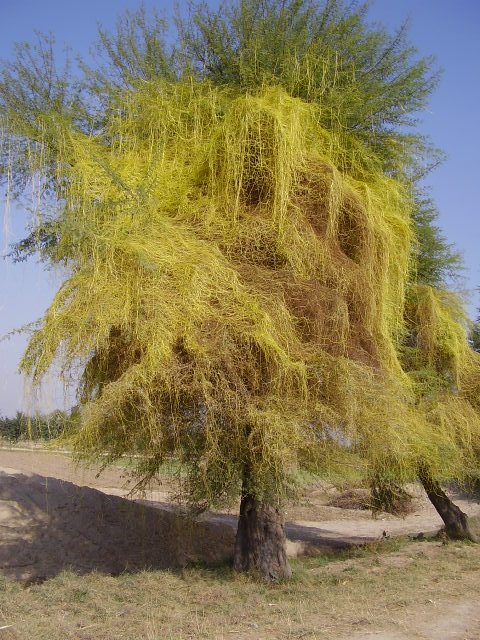
الحامول متطفلاً على شجرة سنط في باكستان

النباتات الطفيلية أو نصفى التطفل هي نباتات زهرية غير قادرة كلياً أو جزئياً على تخليق مصادر الكربونات فهي غير ذاتية التغدية أو ذاتية التغدية لكنها غير قادرة على الحصول على الماء والعناصر المعدنية والإسناد الميكانيكي، لذا تسلك سلوكاً تطفلياً على النباتات الأخرى التي تعمل كعائل لها مباشرة في الغالب أو على الفطريات التي تعمل كوسيط يستحصل الغذاء من نبات آخر. يوجد حوالي 3500 نوع من النباتات الزهرية الطفيلية وهي تشكل حوالي 1% من مجموع أنواع النباتات الزهرية.

## أنواع النباتات الطفيلية
تضم النباتات الطفيلية 3500 إلى 4000 نوع من النباتات الزهرية تعود إلى 277 جنساً موزعة على ست فصائل، من بين هذة الأنواع الكثيرة ثمة عدد من الأنواع تعود إلى 25 جنساً فقط تكون مؤثرة على النباتات المزروعة. أهم هذه النباتات الطفيلية والتي تسبب مشاكل اقتصادية خطيرة تعود إلى أربعة أجناس فقط هي الحامول والهالوك ودغل الساحرة والدبق القصير من جنس Arceuthobium.
يمكن تقسيم النباتات الطفيلية إلى مجموعتين على أساس العضو النباتي المصاب، مجموعة طفيليات الساق ومجموعة طفيليات الجذر، طفيليات الساق تتوزع على بضع فصائل وتشمل نباتات الدبق والحامول. أما طفيليات الجذور فتكون أكثر شيوعاً وتنوعاً وأكثرها أهمية تعود إلى الفصيلة الهالوكية.
يمكن تقسيم النباتات الطفيلية أيضاً حسب درجة تطفلها إلى طفيليات كلية وشبه طفيلية وطفيليات اختيارية وطفيليات مجبرة. الطفيليات الكلية لا تمتلك صبغات اليخضور نهائياً، وبذلك تعتمد كليا على منتجات التركيب الضوئي للنبات العائل وهي بذلك تكون طفيليات مجبرة. النباتات شبه طفيلية تمتلك صبغات اليخضور عند نضجها بينما تحصل على احتياجاتها من الماء والعناصر المعدنية الذائبة فيه من نسيج الخشب لجذر العائل. النباتات الطفيلية المجبرة تحتاج إلى العائل من أجل النضج وإكمال دورة حياتها، وأما النباتات الطفيلية الاختيارية التطفل فهي تحتوي على صبغات اليخضور وتتمكن من النمو حتى النضج.
إن مظهر وتركيب النباتات الطفيلية يتناسب وطريقة أو درجة الاعتماد على النبات العائل، فالعديد من النباتات شبه الطفيلية الجذرية تمتلك ساقا وأوراق تمكنها من القيام بالتركيب الضوئي. وكلما زاد الاعتماد على العائل، أي تحول من الحالة شبه الطفيلية إلى الطفيلية الكلية، كلما تحول ذلك إلى اختزال أو غياب لعضو أو أكثر من الأعضاء المؤمنة لحاجة النبات الطفيلي. فالنباتات الطفيلية المجبرة مثل تلك التابعة إلى جنسي الحامول وحامول الغار تكون الأجزاء الهوائية فيها مختزلة إلى ساق رفيع يلتف حول الأجزاء الهوائية للنبات العائل وأوراق حرشفية غير فعالة، أو تحتوي ساقا عصارية وأوراقا حرشفية كما في أنواع الهالوك، وتمتلك ممصات أولية تنشأ من جذير البادرة. إن هذة التغيرات المظهرية والحياتية هي حصيلة لمسارات تطورية أنتجت نباتات طفيلية من نباتات ذاتية التغذية.
تعتبر النباتات الطفيلية المجبرة أرقى من النباتات الطفيلية الاختيارية ومن النباتات غير الطفيلية ذاتية التغدية. إن جميع مراحل التطفل المختلفة تعرضها أنواع فرع أحادي النمو التطوري ضمن الفصيلة الغدبية.

## المدى العوائلي
يعرف العائل على أنه النوع الذي يتمكن النبات الطفيلي من تحقيق إتصال مع نباتاته والتي توفر الموارد الغذائية أو المائية اللازمة لنموه وتكاثره، أما غير العائل فإنه النوع الذي لا يقدم أية فوائد للنبات الطفيلي، والجدير بالذكر أن ثمة طيف واسع من الاستجابات بدءاً من النباتات العائلة الحقيقية إلى غير العائلة بضمنها التي تعرض استجابات تتدرج بين الحالتين الطرفيتين تظهر نتيجة مهاجمة الطفيلي لها.
عموماً تكون النباتات الطفيلية واسعة أو عامة المدى العوائلي على أنواع النباتات المتجاورة، مع ذلك تختلف النباتات الطفيلية في مداها العوائلي فبعضها مثل Castilleja والحامول تمتلك مدى عوائلياً واسعاً جداً يشمل مئات الأنواع من النباتات بينما البعض الأخر مثل epifagus virginiana يظهر تخصصاً ليصيب عائلاً واحداً وهو شجرة الزان، حتي ضمن المجموعة الواحدة مثل نباتات الدبق يمكن أن تختلف الأنواع في مدياتها العوائلية. يمكن أن يصيب النبات الطفيلي الواحد مثل خرخاشة صغيرة بضعة أنواع قد يصل عددها إلى سبعة في نفس الوقت. على العموم، النباتات الطفيلية على الجذور تمتلك مدى عوائلي أوسع من النباتات المتطفلة على الأجزاء الهوائية مع بعض الإستثناءات.
- التفضيلات العوائلية: على الرغم من كون الكثير من النباتات الطفيلية واسعة أو عمومية المدى العوائلي إلا إنها تتطفل على عدد محدود من أنواع النباتات العائلة المتوفرة في المجتمع النباتي، والنبات العائل المفضل للطفيلي كما هو يبدو هو ذلك النوع الذي يشجع نمو الطفيلي وتكاثرة وأهليته أكثر من غيره من النباتات العائلة، والصفات المفضل من قبل الطفيلي غير كاملة الوضوح ولكن يبدو أنها تفضل:

1. العائل الغني بالمحتوى النيتروجيني مثل النباتات البقولية.
2. النباتات التي يسهل على الطفيلي الوصول فيها إلى الأنسجة الوعائية.
3. النباتات ضعيفة القدرة الدفاعية.
4. النباتات التي توفر الموارد الغذائية لمدد أطول. وهكذا يكون النبات الخشبي المعمر مفضل مقارنة بالنبات العشبي الحولي.
5. النباتات القادرة على الوصول إلى الموارد المحددة مثل تلك التي تمتلك جذور عميقة تتمكن بواسطتها من الوصول إلى الماء في ظروف الجفاف.
6. تنوع النباتات العائلة يمكن أن يكون عاملاً في انتخابية الطفيلي. فنباتات الدبق تظهر تفضيلات عوائلية أقل في الغابات المطرية العالية التغاير بينما تزداد تفضيلاتها الغذائية في المناطق المعتدلة المحدود التغاير العوائلي.